# هیسایوکی ساتو
هیسایوکی ساتو (ژاپنی: 佐藤 永志؛ زادهٔ ۵ ژوئیهٔ ۱۹۹۰) یک بازیکن فوتبال اهل ژاپن است.
از باشگاه‌هایی که در آن بازی کرده‌است می‌توان به باشگاه فوتبال مونتدیو یاماگاتا اشاره کرد.